# Martin Kurz
Martin Kurz (* 9. Juni 1993 in Freiburg im Breisgau) ist ein deutscher Schauspieler. 
Kurz wirkte in Hui Buh – Das Schlossgespenst mit und ist auch durch seine Rolle als Torte aus Die Wilden Hühner, Die Wilden Hühner und die Liebe und einigen Szenen aus Die Wilden Hühner und das Leben bekannt.

## Filmografie
- 2002: So schnell du kannst (Fernsehfilm)
- 2002: Schleudertrauma (Fernsehfilm)
- 2002: Tatort (Münster, Folge 517 Fakten, Fakten)
- 2005: Das Gespenst von Canterville (Fernsehfilm)
- 2006: Die Wilden Hühner
- 2006: Brinkmanns Zorn
- 2006: Hui Buh – Das Schlossgespenst
- 2007: Die Wilden Hühner und die Liebe
- 2009: Die Wilden Hühner und das Leben
- 2010: Der Alte (Die Toten tun dir nichts)
- 2012: SOKO Köln
- 2012: SOKO Kitzbühel – Tod im Internat